# Luis Michel
Luis Ernesto Michel Vergara (Guadalajara; 21 de julio de 1979) es un exfutbolista mexicano que jugaba en la posición de portero. Debutó con el Club Deportivo Guadalajara en 2003 y se retiró con el Club Tijuana en el 2020. Actualmente es el entrenador de la categoría Sub-18 del Club Tijuana.

## Trayectoria
Es el primer guardameta de formación rojiblanca consolidado con las Chivas desde la salida de Javier Ledesma en 1992, los titulares fueron Eduardo Fernández, Martín Zúñiga y Oswaldo Sánchez, quienes surgieron en Ángeles de Puebla, Tigres y Club Atlas, respectivamente.
En el año 2010 fue considerado uno de los mejores porteros mexicanos junto con, José de Jesús Corona del Cruz Azul y Guillermo Ochoa.
Luego de terminar su carrera universitaria, el guardameta de las Chivas continuó sus estudios superiores en la Universidad del Valle de Atemajac, uno en habilidades directivas, relacionado con manejo de personal, y otro en finanzas para estar actualizado en sus conocimientos en la materia.
Club Deportivo Guadalajara
Se inició en las fuerzas básicas del Guadalajara. Debuta el 24 de septiembre de 2003 en el partido Irapuato vs Guadalajara en la jornada 10 del Apertura 2003.
Club Santos Laguna
Al final del torneo se fue con el Club Santos Laguna donde jugaría dos partidos, donde tuvo buenas actuaciones, sin embargo su participación cesó.
Club Deportivo Guadalajara (Segunda Etapa)
Al Finalizar el Apertura 2005, Chivas anuncio el regreso de Luis Michel, siendo el único refuerzo de Chivas.
En mayo del 2006, el Club Guadalajara se quedan sin 7 titulares debido al Mundial, en la liga mexicana enfrentaba a Chiapas donde un error garrafal de Alfredo Talavera le costó una derrota al club lo cual le da la oportunidad a Michel de ser titular.
En el partido de vuelta, a solo 20 minutos del inicio Michel recibió un gol, pero al final del partido el Guadalajara termina ganando de último minuto con gol de Johnny García. Ese momento fue crucial para que Michel conservara la titularidad en el cuadro principal.
Posteriormente Michel fue titular en el Club Guadalajara, después de la salida del portero Oswaldo Sanchéz Ibarra. En varias fechas ha sido ovacionado por salvadas y atajadas. El 19 de julio de 2008 en un partido de la SuperLiga sufre una doble fractura en su brazo izquierdo y por lo tanto se pierde todo el Torneo Apertura 2008.
Pero la seríae le cambia para la Interliga que se realizó en Tornela el pasado enero pues fue crucial para que Chivas se proclamara campeón de dicho torneo y ganarse un boleto a la actual Copa Libertadores de América, la actuación de Michel resultó favorable para el equipo, tanto para la Copa Libertadores como para la Clausura 2009. 
Después de haberse afianzado con la portería titular de Chivas tanto en cancha como hacia la afición, tras la salida de Ramón Morales del equipo del Chepo el técnico anunció que Michel será el nuevo capitán del equipo, no tardando tiempo en que Michel fuera llamado a la selección mexicana. Su primer partido fue contra la selección de Nueva Zelanda marcador que resulta en victoria 2-0. 
Michel fue convocado a la copa mundial Sudáfrica 2010 como tercer portero. Después del mundial, Michel dejó de ser el capitán pasando el gafete a su compañero Héctor Reynoso López. 
Con él, Chivas se convertiría en el segundo club mexicano en disputar una final de Copa Libertadores.
Para el Clausura 2011 Chivas de la mano de Michel, Reynoso, Magallón y otros veteranos más lograron clasificar al Guadalajara a la liguilla pasando como octavo y eliminando al superlíder Tigres UANL con una gran actuación de Michel en evitar los goles. Sin embargo perderían en las semifinales contra Pumas UNAM eventual campeón, pero con una actuación buena del arquero que seguía evitando que cayeran más goles aun después de que el equipo estaba completamente eliminado. 
Al terminar el Torneo Clausura 2011, Luis Fernando Tena dio a conocer la convocatoria de la selección mexicana y Luis Michel fue llamado. 
En el Apertura 2011 Michel logra clasificar junto con el Guadalajara como líderes del torneo clasificándose a la Copa Libertadores más sin embargo ser eliminados en cuartos de final por el Querétaro Fútbol Club, debido a que Michel no pudo jugar por ser expulsado en la jornada 17 contra el Pachuca CF, así como perdiéndose su convocatoria a la Selección bajo al mando de José Manuel de la Torre, quién dijo que por indisciplina no recibió el llamado.
Apenas en su tercer torneo como titular del Club Guadalajara ganó el trofeo Balón de Oro como el mejor guardameta del Clausura 2008 al superar en la votación a Oswaldo Sánchez (Retirado) y Guillermo Ochoa (Málaga C.F).
Tras 7 años de estar en Chivas, al finalizar el Apertura 2013, Luis Michel fue anunciado transferible. Sin embargo ningún equipo mexicano buscó sus servicios.
Deportivo Saprissa
El 06 de enero del 2014, fichó a préstamo por el Deportivo Saprissa de Costa Rica. Luis Michel tuvo un comienzo incierto, pero poco a poco se afianzó en la portería del club saprissista. Se convirtió en líder del equipo, con destacadas actuaciones, con un gol promedio recibido muy bajo, catapultándolo como el mejor portero del Torneo de verano 2014. Lamentablemente en las semifinales y finales, Luis Michel padeció una lesión muscular que lo alejó de estas instancias. A pesar de ello, no mermó en apoyar al equipo, acción que se vuelve fundamental para que Deportivo Saprissa consiguiera su copa número 30 y de paso se convierta en el equipo con más títulos de Primera División de toda Centroamérica . 
El 18 de mayo del 2014, Jorge Vergara dio a conocer que Michel no continuaría jugando en el Deportivo Saprissa de Costa Rica.
Club Deportivo Guadalajara (Tercera Etapa)
El 3 de junio del 2014, se confirma el regreso de Luis Michel a Chivas, tras cumplir los 6 meses en Costa Rica, siendo el quinto refuerzo de Chivas de cara al Apertura 2014.
Fue titular todo el Apertura 2014 en la Copa MX. Al inicio del Clausura 2015, a partir de la Jornada 2 se volvió titular bajo las órdenes de José Manuel de la Torre, donde fue factor clave de ser uno de los portero menos goleados del torneo, donde le valió un llamado a la Selección Mexicana de cara a la Copa Oro 2015, sin embargo quedó fuera de la lista final.
Dorados de Sinaloa
El 10 de junio del 2015, José Manuel de la Torre no requirió más de los servicios de Luis Michel, y fue puesto transferible Monarcas Morelia, Chiapas Fútbol Club y Dorados de Sinaloa, eran los equipos interesados por sus servicios, Dorados confirmó el traspaso de Luis Michel como primer refuerzo del equipo, en compra definitiva por 4 millones de dólares.
Lobos BUAP
En el Draft Apertura 2016, después de Descender con Dorados, Luis Michel fue anunciado como refuerzo de los Lobos BUAP en calidad de Préstamo por 1 año con opción a compra.
Club Tijuana
El 15 de diciembre de 2016, se hace oficial el fichaje de Michel al Club Tijuana, en calidad de Préstamo por 1 año con opción a compra.
Dorados de Sinaloa (Segunda Etapa)
El 12 de julio de 2017,  Eduardo Coudet anuncia que Luis Michel no entró en planes del Club Tijuana de cara al Apertura 2017, se oficializó su regreso a Dorados de Sinaloa siendo el primer refuerzo de cara al Apertura 2017.
Club Tijuana (Segunda Etapa)
El 14 de diciembre de 2017, se oficializa el regreso de Luis Michel al Club Tijuana por petición del técnico Diego Cocca siendo el tercer refuerzo de cara al Clausura 2018.
Premio Balón de Oro
En el 2009 obtuvo el premio Fair Play.
También tuvo nominaciones en el Balón de Oro como el mejor guardameta en el Bicentenario 2010 y Clausura 2011.
En el Bicentenario 2010 queda en segundo lugar ya que Alfredo Talavera quedando como ganador y en tercer lugar Oswaldo Sánchez.
En el Clausura 2011 después de un año sin ser nominado queda en segundo lugar ya que Jonathan Orozco gana el premio de Mejor Arquero del Clausura 2011 abajo Luis Michel y Alejandro Palacios.
| Año  | Categoría     | Resultado |
| ---- | ------------- | --------- |
| 2007 | Mejor Portero | Nominado  |
| 2008 | Mejor Portero | Ganador   |
| 2010 | Mejor Portero | Nominado  |
| 2011 | Mejor Portero | Nominado  |

| Año  | Categoría | Resultado |
| ---- | --------- | --------- |
| 2009 | Fair Play | Ganador   |
| 2011 | Fair Play | Nominado  |

## Selección nacional

### Selección absoluta
| Club               | País   | PJ | Periodo     |
| ------------------ | ------ | -- | ----------- |
| Selección Mexicana | México | 12 | 2010 - 2020 |

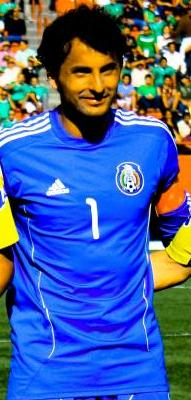
Luis Michel con la selección mexicana

Para el 1 de septiembre de 2007 Hugo Sánchez da su primera convocatoria y sorpresivamente Luis Michel fue llamado a su primera convocatoria lamentablemente no pudo jugar ningún minuto, ya que las grandes salvadas y espectaculares atajadas lo hacían colocarse como uno de los tres mejores porteros de México solo por detrás de Ochoa y Oswaldo quienes ya tenían experiencia defendiendo el arco nacional.
También fue llamado a la Selección Mexicana en la Copa Oro 2007 pero lo relevaron como el Tercer Arquero de la Selección Mexicana.
Después fue así como se dio a conocer de la mano de Javier Aguirre fue convocado a la selección.
Debuta con la Selección Mexicana el 3 de marzo del 2010 contra Nueva Zelanda en Estados Unidos. Este partido terminó 2 a 0, su último partido con la selección mayor fue contra la selección de Gambia último partido de preparación rumbo al mundial, con marcador favorable de 5-1. 
Javier Aguirre lo releva como tercer portero debido a que convocaria a Oscar Pérez Rojas por motivo de que necesitaba a alguien de experiencia.
El 2 de abril de 2011, tras sus grandes actuaciones con Chivas, regresa a la Selección Mexicana bajo el mando de Luis Fernando Tena, para disputar la Copa América; fue nombrado como capitán del equipo. 3 días antes de la final de la Copa Oro 2011, José Manuel de la Torre llama a Michel en reemplazo del portero Guillermo Ochoa quien fue dado de bajo por clembuterol, portando el 1, donde a pesar de no haber estado con el equipo se coronó campeón de la Copa Oro 2011, sin jugar.
El 10 de noviembre de 2011, fue convocado por José Manuel de la Torre sin embargo por su indisciplina en la jornada 17 contra el Pachuca, no fue llamado por el entrenador debido a una sanción por parte de la federación así como también por petición de Chivas.
El 10 de junio de 2015, tras 4 años sin convocatoria y por sus grandes actuaciones en Chivas Miguel Herrera llama a Luis Michel que queda en la lista preliminar de 35 seleccionados para la Copa Oro 2015, pero no quedó en la lista final de 23 jugadores.
| Competición                     | Categoría | Sede           | Resultado        | Partidos |
| ------------------------------- | --------- | -------------- | ---------------- | -------- |
| Copa de Oro de la Concacaf 2007 | Absoluta  | Estados Unidos | Subcampeón       | 0        |
| Copa Mundial de Fútbol de 2010  |           | Sudáfrica      | Octavos de final | 0        |
| Copa de Oro de la Concacaf 2011 |           | Estados Unidos | Campeón          | 0        |
| Copa América 2011               |           | Argentina      | Primera fase     | 3        |
| Total                           | –         | –              | –                | 3        |

## Palmarés

### Campeonatos nacionales
| Título           | Club        | País           | Año  |
| ---------------- | ----------- | -------------- | ---- |
| Liga MX          | Guadalajara | México         | 2006 |
| InterLiga        | Guadalajara | Estados Unidos | 2009 |
| Primera División | Saprissa    | Costa Rica     | 2014 |

### Campeonatos internacionales
| Título                     | Club               | País           | Año  |
| -------------------------- | ------------------ | -------------- | ---- |
| Copa de Oro de la Concacaf | Selección Mexicana | Estados Unidos | 2011 |

### Distinciones individuales
| Distinción                                                        | Año  |
| ----------------------------------------------------------------- | ---- |
| 1. Balón de Oro al Mejor Portero de la Primera División de México | 2008 |